# اتوبوس شب (فیلم ایتالیایی)
اتوبوس شب (ایتالیایی: Notturno bus) یک فیلم ایتالیایی در ژانر کمدی و نئو-نوآر است که در سال ۲۰۰۷ منتشر شد.

## بازیگران
- والریو ماستاندرئا
- جوانا متزوجورنو
- فرانچسکو پانوفینو
- روبرتو چیتران
- انیو فانتاستیکینی
- یایا فورته
- آنتونیو کاتانیا
- مارچلو ماتسارلا
- آلیچه پالاتسی
- پائولو کالابرزی